# Moon Jeong-hee
Moon Jeong-hee (문정희?, Mun Jeong-huiLR, Mun Jŏng-hŭiMR; 12 gennaio 1976) è un'attrice sudcoreana.
Dopo aver riscosso un modesto successo con la serie televisiva del 2006 Yeon-ae sidae, la sua carriera ha subito una battuta d'arresto per due anni e mezzo, in cui ha lavorato come insegnante di salsa. Ha successivamente ripreso a recitare, e nel 2012 ha ottenuto il suo primo ruolo da co-primaria nel film catastrofico Yeon-gasi, per cui ha ricevuto il premio di miglior attrice di supporto ai Blue Dragon Film Award. Si è fatta inoltre notare per le interpretazioni al cinema in Sumbakkokjil (2013) e Cart (2014), e in televisione con il dramma familiare Mama (2014).

## Filmografia

### Cinema
- Nado anaega iss-eoss-eumyeon joketda (나도 아내가 있었으면 좋겠다?), regia di Park Heung-sik (2000)
- Go-yang-ireul butakhae (고양이를 부탁해?), regia di Jung Jae-eun (2001)
- Three (쓰리?), regia di Kim Ji-woon, Nonzee Nimibutr e Peter Chan (2002)
- Yeogogoedam 3: Yeo-ugyedan (여고괴담 3: 여우계단?), regia di Yun Jae-yeon (2003)
- Haryu-insaeng (하류인생?), regia di Im Kwon-taek (2004)
- Baram-ui jeonseol (바람의 전설?), regia di Park Jung-woo (2004)
- Parangju-uibo (파랑주의보?), regia di Jeon Yoon-su (2005)
- Yasu (야수?), regia di Kim Sung-woo (2006)
- Gangjeok (강적?), regia di Jo Min-ho (2006)
- Ssonda (쏜다?), regia di Park Jeong-woo (2007)
- Cafe Noir (카페 느와르?), regia di Jung Seong-il (2010)
- Mi-anhae, goma-wo (미안해, 고마워?), regia di Im Sun-rye, Oh Jeom-gyun, Song Il-gon e Park Heung-sik (2011)
- Yeon-gasi (연가시?), regia di Park Jeong-woo (2012)
- Sumbakkokjil (숨바꼭질?), regia di Heo Jung (2013)
- Cart (카트?), regia di Boo Ji-young (2014)
- Aappareul billyeodeurimnida (아빠를 빌려드립니다?), regia di Kim Deok-soo (2014)
- Pandora (판도라?), regia di Park Jeong-woo (2016)
- 7nyeon-ui bam (7년의 밤?), regia di Choo Chang-min (2018)
- Amsusar-in (암수살인?), regia di Kim Tae-gyun (2018)
- Naega jukdeon nal (내가 죽던 날?), regia di Park Ji-wan (2020)
- Limit (리미트?), regia di Lee Seung-joon (2022)
- Noryang: Jug-eum-ui bada (노량: 죽음의 바다?), regia di Kim Han-min (2021)

### Televisione
- Geurimjanor-i (그림자 놀이?) – film TV (2004)
- Sarang-ui gippeum (사랑의 기쁨?) – serie TV (2004)
- Appa don naese-yo (아빠 돈 내세요?) – film TV (2005)
- Sin Don (신돈?) – serie TV (2005-2006)
- Yeon-ae sidae (연애시대?) – serie TV (2006)
- Nega hyeongbuga doel su eomneun oman-gaji i-yu (네가 형부가 될 수 없는 오만가지 이유?) – film TV (2006)
- Doksincheonha (독신천하?) – serie TV (2006)
- Yeon-in (연인?) – serie TV (2006-2007)
- Haengbokhan yeoja (행복한 여자?) – serie TV (2007)
- Air City (에어시티?) – serie TV (2007)
- Myeoneuri-wa myeoneunim (며느리와 며느님?) – serie TV (2008)
- Dalkomhan na-ui dosi (달콤한 나의 도시?) – serie TV (2008)
- Cheonchu taehu (천추태후?) – serie TV (2009)
- Abeoji-ui jip (아버지의 집?) – serie TV (2009)
- Oh! My Lady (오! 마이 레이디?) – serie TV (2010)
- Ma-eum-eul jareuda (마음을 자르다?) – film TV (2010)
- Sarang-eul mid-eoyo (사랑을 믿어요?) – serie TV (2011)
- Cheon-ir-ui yaksok (천일의 약속?) – serie TV (2011)
- Dangsinppun-i-ya (당신뿐이야?) – serie TV (2011-2012)
- Still sajin (스틸사진?) – film  TV (2012)
- Mad-i (맏이?) – serie TV (2013-2014)
- Mama (마마?) – serie TV (2014)
- Dalkomsalbeol family (달콤살벌 패밀리?) – serie TV (2015)
- Vagabond (배가본드?) – serie TV (2019)
- Nalssiga joh-eumyeon chaj-agagess-eo-yo (날씨가 좋으면 찾아가겠어요?) – serie TV (2020)
- Mystic Pop-up Bar (쌍갑포차?) – serie TV (2020)
- Search (써치?) – serie TV (2020)
- Times (타임즈?) – serie TV (2021)
- The 8 Show (더 에이트 쇼?) – serie TV (2024)